# CETME Model 58
CETME Model 58 — це автоматична гвинтівка, розроблена іспанським виробником зброї Centro de Estudios Técnicos de Materiales Especiales (CETME). Model 58 використовувала коробчатий магазин на 20 патронів і була розроблена під патрон 7,62×51 мм (хоча спочатку була розроблена для патрона CETME 7,92×41 мм, а пізніше для іспанського патрона 7,62×51 мм із зменшеним зарядом пороху). CETME 58 також стала основою для відомої німецької гвинтівки Heckler & Koch G3. Випускалися також напівавтоматичні варіанти для цивільного ринку.

## Розробка
Гвинтівка CETME (Centro de Estudios Técnicos de Materiales Especiales) була розроблена здебільшого німецьким інженером Людвігом Форгрімлером, і була основана на експериментальній німецькій гвинтівці StG 45(M) і французькій AME 49.
Вимоги до оригінальної конструкції передбачали, щоб гвинтівка важила не більше 4,1 кг, мала ефективну дальність стрільби 1000 метрів і велика місткість магазина. Це вимагало амбітного розвитку гвинтівкових технологій, але інженери CETME, спираючись на попередні німецькі експерименти, вважали, що виконати ці вимоги можна якщо використати нестандартні набої.
Таким чином, у 1953 році був розроблений і представлений патрон 7,92x41 мм CETME, CA-001. Він мав бути легким і видовженим, щоб бути аеродинамічним, але мати нормальну для гвинтівки початкову швидкість кулі. Набої важили 6,8 грама і мали початкову швидкість 800 м/с. Щоб такий довгий снаряд був стабільним у польоті, потрібний був метод досягнення належного розподілу маси. Рішення полягало в тому, що алюмінієвий сердечник був обгорнутий навколо середини мідною оболонкою, яка була відкрита з обох кінців, залишаючи відкритим алюмінієвий сердечник на обох кінцях (середня частина сердечника була стиснута, щоб дозволити мідній оболонці підійти без виступу). Хоча на таку легку кулю зазвичай впливає бічний вітер порівняно зі снарядом звичайної ваги, інженери CETME стверджують, що аеродинамічна форма кулі мінімізує цю проблему. Джерела того часу свідчать, що при стрільбі на 1000 метрів показники кулі були такими ж, як у звичайних гвинтівкових набоїв, незважаючи на її невелику вагу. Крім того, джерела стверджують, що на відстані 1000 метрів куля пробивала іспанські, радянські, італійські, чеські та німецькі каски. Стверджується, що куля поводилася як стандартна куля з суцільнометалевою оболонкою. Невелика вага кулі означала, що набої мали меншу віддачу, що було ключовою метою інженерів, оскільки це збільшувало купчастість стрільби чергами.
Пізніше під час розробки гвинтівки Bundesgrenzschutz (Федеральна прикордонна служба західної Німеччини) повідомила CETME, що їх зацікавила гвинтівка, але вони вимагали зменшити діаметр патрона з 7,92 мм до 7,62 мм та використовувати ту ж саму гільзу 41 мм. Згодом ці вимоги були виконані, і новий патрон отримав позначення 7,62x41 мм CETME, CA-002. Незважаючи на те, що гвинтівка чудово працювала з цим патроном, Bundesgrenzschutz пізніше заявила, що вона зможе прийняти її лише в тому випадку, якщо вона буде перероблена під патрон 7,62x51 мм НАТО відповідно до угод про стандартизацію, і тому зброю було перероблено під цей патрон, який іспанці позначають як Modelo B.
Перші прототипи гвинтівок стріляли тими ж патронами 7,92×33 мм Kurz, що й StG45, і було випробувано різноманітні експериментальні патрони 7,92 та 7,62 мм, перш ніж зупинитися на 7,62×51 мм CETME. Цей снаряд, обраний відповідно до вимог тодішньої зацікавленої Федеральної грецької влади Західної Німеччини, мав розміри ідентичні 7,62×51 мм НАТО, але з легшою кулею та пороховим зарядом для зменшення віддачі, що робило повністю автоматичний вогонь більш керованим. У грудні 1956 року західнонімецький бундесвер отримав 400 гвинтівок CETME A для інтенсивних випробувань. Завдяки випробуванням, проведеним Bundesamt für Wehrtechnik und Beschaffung [de], ергономічність рушниці була покращена. Згідно з відгуками Heckler & Koch, гвинтівка здатна стріляти патроном НАТО 7,62 завдяки кращій якості сталі. Модель B згодом стала основою широко поширеної бойової гвинтівки Heckler & Koch G3.
Гвинтівка CETME B калібру 7,62 CETME була прийнята іспанською армією як Fusil de Asalto CETME Modelo 1958 de 7,62mm у вересні 1957 року, а її серійне виробництво почалося в Іспанії в 1961 році. Серія гвинтівок CETME складалася з чотирьох основних моделей; моделі A, B, C і E. Основною відмінністю серійних моделей є режими вогню, відсутність сошок і менша вага пізніших моделей.

## Моделі

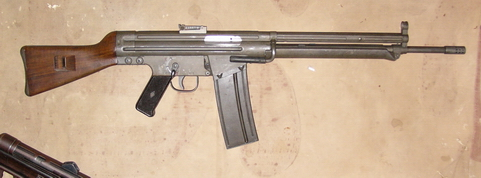
Прототип CETME

### Model A
Модель A була першим прототипом. Ці моделі були незвичні тим, що стріляли із закритого затвора в одиночному режимі та з відкритого затвора в автоматичному режимі. Пізніші серійні моделі ведуть вогонь лише із закритого затвора. Модель A легко впізнати за положенням цілика та сошки, складеної назад. У 1954 році гвинтівка обмежено використовувалася в іспанській армії. Гвинтівка була під патрон 7,92х41 мм CETME.

### Model B
Модель B була першою серійною моделлю. Вона мала перфоровану сталеву цівку і була під патрон 7,62 × 51 мм CETME. 7,62 мм CETME відрізнявся від стандартного 7,62-мм снаряда НАТО меншою вагою кулі та меншим пороховим зарядом. Деталі моделі B здебільшого взаємозамінні з більш пізніми гвинтівками моделі C.
Іспанська армія взяла на озброєння варіант Model B, перероблений під більш потужний патрон НАТО 7,62×51 мм. Модель B можна було переобладнати для стрільби 7,62-мм патронами НАТО, якщо замінити затворну групу та поворотну пружину на моделі C. Ці модифіковані гвинтівки були відомі як модель 58-64-C, до 1971 року всі іспанські гвинтівки CETME B було оновлено.

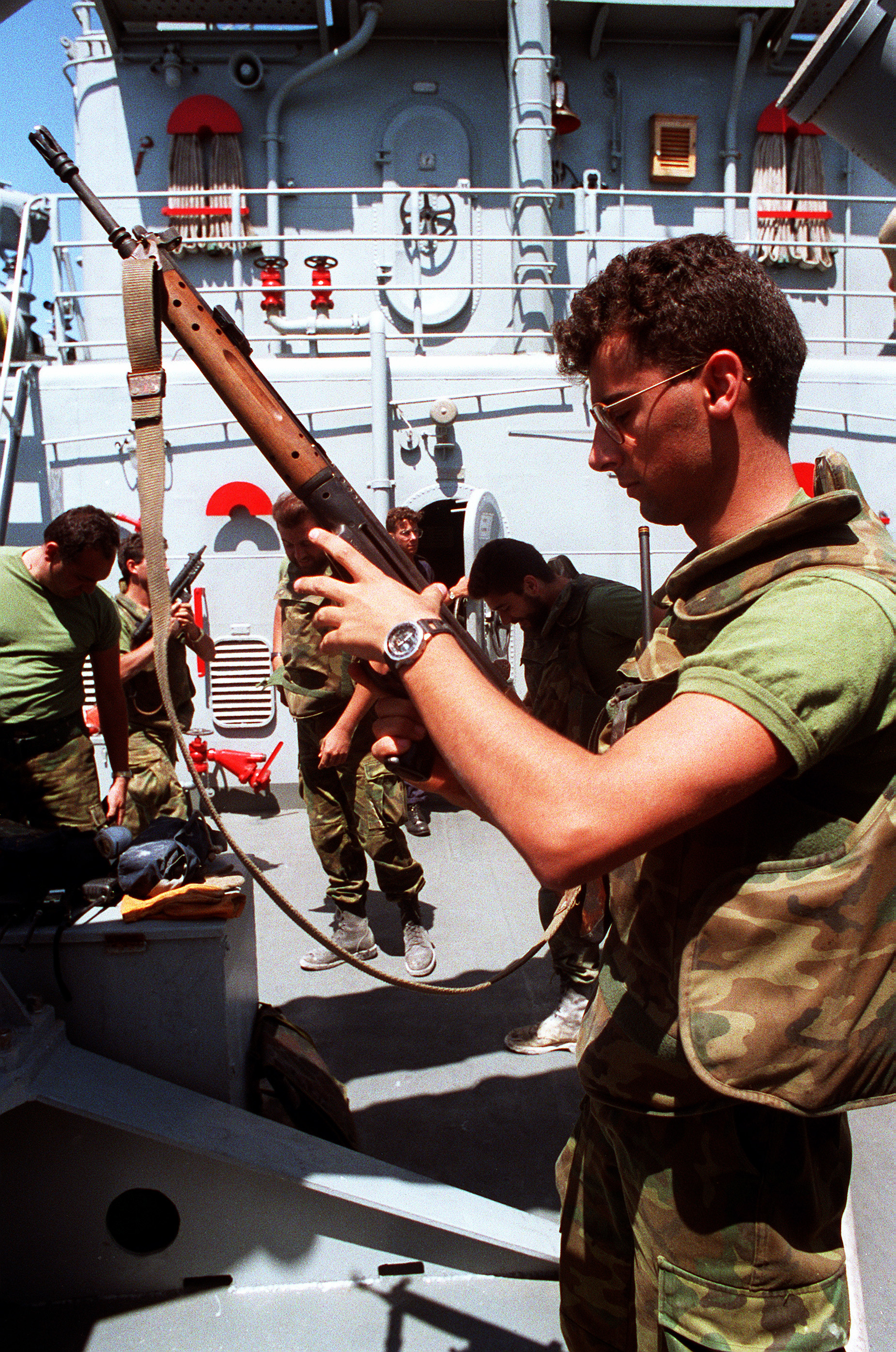
Іспанський матрос з CETME Model C

### Model C
Модель C була полегшеною версією під патрон НАТО калібру 7,62×51 мм і мала дерев’яну цівку. Модель C практично ідентична моделі B. Однак деякі компоненти були посилені, щоб краще впоратися з більшою потужністю стандартного 7,62-мм патрона НАТО. До 1974 року вона стала стандартною гвинтівкою.

### Model E
В CETME Model E дерев’яні частини ложі були замінені на пластикові, а сталеві – на алюмінієві. Після випробувань було виявлено, що вони слабші, ніж попередні моделі, і що безперервний вогонь швидко пошкоджує зброю. Через це їх було вироблено відносно небагато, і виготовлення було швидко припинено.

### Model R
CETME R був похідним варіантом від CETME B але не мав приклада, він був призначений для використання на борту бронетехніки.

## Варіанти

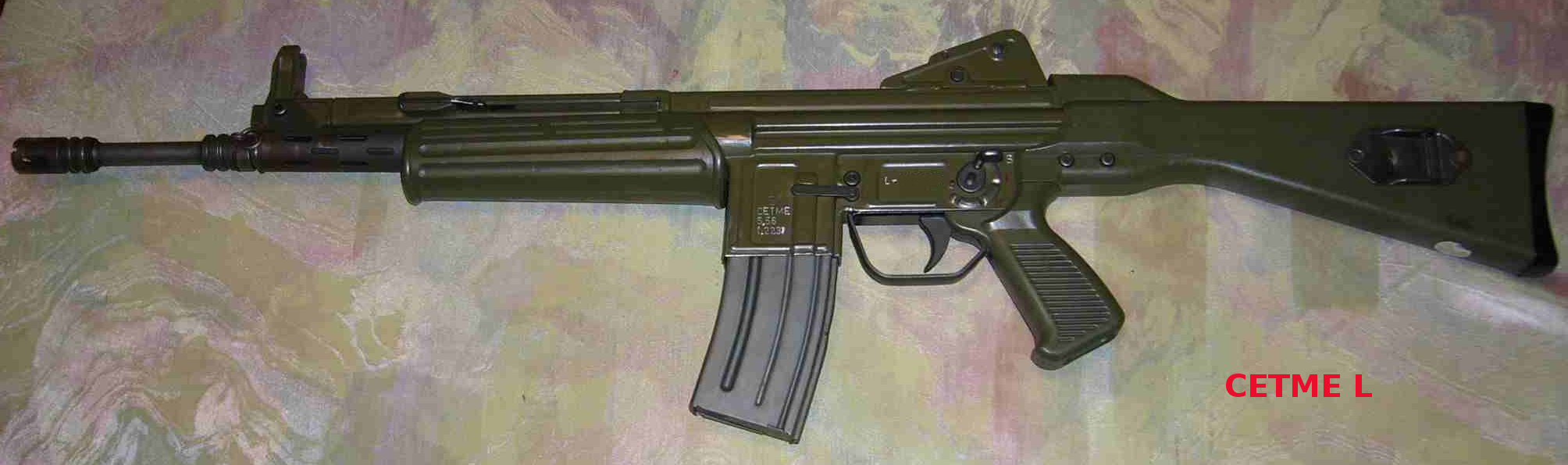
CETME Model L

### CETME Model L та LC
CETME Model L була варіантом гвинтівки переробленим під патрон 5,56×45 мм НАТО. Вона була прийнята на озброєння іспанської армії в 1984 році і була на озброєнні, поки її не замінила гвинтівка Heckler & Koch G36 в 1999 році.

## Цивільні варіанти
У 1960-х роках корпорація Mars Equipment з Чикаго імпортувала в США напівавтоматичні версії гвинтівок CETME B і C іспанського виробництва. Доступні аксесуари включали 1-дюймове кріплення для прицілу, пластикову кришку для гвинтівки та інструмент для заряджання магазина CETME. Гвинтівки моделі B включали стандартні вбудовані сошки. Ці гвинтівки можна впізнати за великим імпортним знаком MARS праворуч разом із помітним написом «ЗРОБЛЕНО В ІСПАНІЇ». Колекціонери цінують їх набагато вище, ніж американські гвинтівки з комплектом запчастин.
Наприкінці 1990-х Century Arms International (CAI) почала пропонувати лише напівавтоматичні цивільні версії, відомі як CETME Sporter, які виготовляються із зібраних військових надлишків та деталей, виготовлених у США. Незважаючи на те, що в основному виготовлені з деталей моделі «C», є повідомлення про наявність деталей моделі «B» у гвинтівках моделі «C», виготовлених Century Arms.

## Країни-експлуатанти
- Іспанія
- Чад[9]
- Конго[10]
- Демократична Республіка Конго[11]
- Джибуті[12]
- Домініканська Республіка[13]
- Франція — французькі морпіхи використовували вилучені з контрабандного човна CETME Model B під час Алжирської війни, гвинтівки залишалися в обмеженому використанні до 1990-х років.
- Екваторіальна Гвінея[14]
- Ліван[15]
- Заїр[16]

### Була на випробуваннях
- Західна Німеччина — CETME Model A